# 岸川瑞樹
岸川 瑞樹（きしかわ みずき、2000年〈平成12年〉7月31日 - ）は、日本の漫画家。

## 経歴
2021年、「モーニング月例賞」2021年4月期にて『ガールフレンド』で佳作を受賞。コミックDAYS（講談社）に掲載されデビュー。2021年8月20日には、マンガ動画化された。
2022年2月14日、少年ジャンプ+（集英社）にて読切『あのこのうろこ』を配信。
2022年9月30日、少年ジャンプ+（集英社）にて読切『最後の晩餐のお供』を配信。
2023年10月15日から、少年ジャンプ+（集英社）にて『クソ女に幸あれ』を連載中。

## 人物
アジフライが好き。